# 111
Glej tudi: število 111
111 (CXI) je bilo navadno leto, ki se je po julijanskem koledarju začelo na sredo.

## Dogodki
- 1. januar